# George McLeod (homme politique britanno-colombien)
Pour les articles homonymes, voir George McLeod et McLeod.
George William McLeod (30 mai 1896-20 décembre 1965) est un homme politique canadien de la Colombie-Britannique. Il est député fédéral créditiste de la circonscription britanno-colombienne d'Okanagan—Revelstoke de 1953 à 1958.
Il est aussi député provincial créditiste de la circonscription britanno-colombienne de North Okanagan de 1963 jusqu'à son décès en 1965.